# Димусове
Димусове — колишнє село в Україні, Новгород-Сіверський район, Чернігівська область, підпорядковувалося Будо-Вороб'ївській сільській раді.
Знаходилося на кордоні з Росією. Неподалік розташовувалося колишнє село Ямне та село Красний Хутір. Зникло після 1960-х років.